# Marathon van Toronto
De Marathon van Toronto (Toronto Marathon) is een hardloopwedstrijd van 42,195 km, een marathon, die jaarlijks wordt gehouden in Toronto (Canada).
De wedstrijd, niet te verwarren met de Toronto Waterfront Marathon, werd aanvankelijk gelopen in de maand oktober. Tegenwoordig wordt de marathon, omdat de Waterfront Marathon jaarlijks in het najaar plaatsvindt, in mei gelopen en sinds 2012 op de eerste zondag van mei. Het wedstrijdparcours begint op Mel Lastman Square in het noorden van Toronto en loopt tot aan Queen's Park. De Canadian International Marathon werd voor het eerst gehouden in 1995. In 2003 veranderde de naam in Toronto Marathon.
Het evenement kent een marathon, een halve marathon, een 5 km en een acht persoonsrace (marathon).

## Parcoursrecords
- Mannen: 2:15.17 - El Mostafa Damaoui  Marokko (2000)
- Vrouwen: 2:31.47 - Olga Kovpotina  Rusland (2004)

## Uitslagen
| Jaar            | Snelste man        | Land             | Tijd      | Snelste vrouw       | Land             | Tijd      |
| --------------- | ------------------ | ---------------- | --------- | ------------------- | ---------------- | --------- |
| 1 mei 2016      | Bryan Rusche       | Canada           | 2:35.54   | Julie Hamulecki     | Canada           | 2:56.04   |
| 3 mei 2015      | David LePorho      | Canada           | 2:21.53   | Jutta Merilainen    | Canada           | 3:00.44   |
| 4 mei 2014      | Brendan Kenny      | Canada           | 2:26.25   | Rachel Sinasac      | Canada           | 2:55.18   |
| 5 mei 2013      | Terry Gehl         | Canada           | 2:37.30,1 | Mylene Sansoucy     | Canada           | 2:58.21,9 |
| 6 mei 2012      | Brendan Kenny      | Canada           | 2:27.57   | Jutta Merilainen    | Canada           | 2:47.17   |
| 15 mei 2011     | Brendan Kenny      | Canada           | 2:27.20   | Melissa Begin       | USA              | 2:54.51   |
| 17 oktober 2010 | Brandon Laan       | Canada           | 2:23.38   | Nathalie Goyer      | Canada           | 2:52.50   |
| 18 oktober 2009 | Paul Rugut Kipsang | Kenia            | 2:26.08   | Elizabeth Randell   | Verenigde Staten | 2:57.53   |
| 19 oktober 2008 | Daniel Njenga      | Kenia            | 2:29.00   | Dawn Richardson     | Bermuda          | 2:57.46   |
| 14 oktober 2007 | Charles Bedley     | Canada           | 2:21.58   | Leslie Black        | Canada           | 2:58.47   |
| 15 oktober 2006 | Anthony Skuce      | Canada           | 2:34.10   | Nicole Stevenson    | Canada           | 2:47.09   |
| 16 oktober 2005 | David Cheruiyot    | Kenia            | 2:17.12   | Lyudmila Korchagina | Canada           | 2:37.17   |
| 17 oktober 2004 | Procopio Hernandez | Mexico           | 2:16.42   | Olga Kovpotina      | Rusland          | 2:31.47   |
| 19 oktober 2003 | Lemi Chengere      | Ethiopië         | 2:25.55   | Angela Batsford     | Canada           | 2:55.04   |
| 20 oktober 2002 | Michal Kapral      | Canada           | 2:30.40   | Karen Cowling       | Canada           | 2:56.13   |
| 14 oktober 2001 | Jackson Omweri     | Kenia            | 2:22.22   | Karen Cowling       | Canada           | 2:56.02   |
| 15 oktober 2000 | El Mostafa Damaoui | Marokko          | 2:15.17   | Jennifer Cooper     | Canada           | 2:59.04   |
| 17 oktober 1999 | Manuel Salvati     | Canada           | 2:28.25   | Allison McKenzie    | Canada           | 2:59.50   |
| 18 oktober 1998 | Nick Tsioros       | Canada           | 2:41.49   | Carolyn Walker      | Canada           | 3:07.57   |
| 19 oktober 1997 | Peter Fonseca      | Canada           | 2:28.26   | Gaylene Pridham     | Canada           | 2:58.24   |
| 20 oktober 1996 | Paul Mbugua        | Kenia            | 2:20.33   | Kim Webb            | Canada           | 2:37.52   |
| 15 oktober 1995 | David O'Keefe      | Verenigde Staten | 2:23.15   | Laura Ruptash       | Canada           | 2:49.19   |